# Loudon's Highlanders
El Loudon's Highlanders, llamado también 64th Highlanders y Earl of Loudon's Regiment of Foot, era un regimiento de Infantería del Ejército Británico.

## Historia

### Formación
La gran valentía que demostró el regimiento N°43 de montañeses (Siendo renombrado más tarde como el °42 Regimiento de Montañeses) y los extraordinarios servicios prestaron durante la Batalla de Fontenoy en mayo de 1745, provocó una necesidad del gobierno británico de formar más cuerpos de montañeses. Así se le dio la tarea de formar otro regimiento montañés a John Campbell, 4.º Conde de Loudon dejando dicho regimiento bajo patrocinio de Nobles, caciques y señores que vivían en aquella parte del reino, de los cuales sus hijos y conexiones serían nombrados oficiales. El regimiento fue formado en Inverness y Perth a principios de agosto de 1745 y bajo el mando del Conde de Loudon quien sirvió como coronel a lo largo de su corta vida. Para el 8 de junio de 1745, el regimiento contaba con poco más de 1.250 hombres que se dividieron en doce Compañías. En agosto de 1745, el regimiento se componía de veinte compañías militares. El regimiento de Loudon era totalmente diferente a las otras dieciocho compañías independientes de Montañeses las cuales suelen confundirse con el propio regimiento de Loudon y que fueron planteadas por  Duncan Forbes de Culloden a partir de octubre de 1745.

### Rebelión jacobita de 1745
El regimiento luchó en la Batalla de Prestonpans en septiembre de 1745, donde fueron derrotados y gran parte de las tropas fueron tomadas como prisioneras, pero posteriormente fueron liberados.  Tres compañías del Regimiento de Loudon lucharon por el gobierno británico durante la  Batalla de Culloden en abril de 1746, donde resultaron victoriosos, junto a una compañía de Regimiento 43.º de Montañeses. Durante la batalla, el Capitán Campbell y seis soldados del regimiento fueron asesinados que se sumaron a otros dos heridos. Tras  la tregua de Culloden, el regimiento participó en la búsqueda del Líder Jacobita, Charles Edward Stuart, y con la Subvención de Knockando, casi lograron atraparlo en una cabaña de Torvault el 23 de agosto de 1746, pero logró escapar.

### Guerra de Sucesión Austriaca
El regimiento fue nombrado como el 64.º Regimiento de a Pie en 1747. Luchó durante el asedio de la ciudad de Bergen op Zoom, donde se distinguió pese a la pérdida de gran parte de sus tropas. El regimiento fue disuelto en el año de 1748.

## Oficiales
Entre los oficiales más notables del regimiento se encuentran:
- El capitán John Murray, hijo de Lord George Murray, a su vez hijo de John Murray, 1.er duque de Atholl, jefe del Clan Murray (no participó en combate)
- El capitán Sir Harry Munro, 7.º Baronet, hijo del Coronel Sir Robert Munro, 6.º Baronet de Foulis, jefe del Clan Munro
- El capitán Alexander Mackay, hijo de George Mackay, 3.er señor Reay, jefe del Clan Mackay
- El capitán Ewen Macpherson de Cluny, jefe del Clan Macpherson (más tarde se unió a los Jacobitas)
- El capitán John Sutherland de Forse, miembro del Clan Sutherland
- El teniente John Robertson o Reid, de Straloch, fallecido en 1806 a la edad de ochenta y cinco años, un general del ejército británico y destacado coronel de los Connaught Rangers.